# Lithodora hancockiana
Lithodora hancockiana är en strävbladig växtart som först beskrevs av Daniel Oliver, och fick sitt nu gällande namn av Hand.-mazz. Lithodora hancockiana ingår i släktet Lithodora och familjen strävbladiga växter. Inga underarter finns listade i Catalogue of Life.